# Ladiville
Ladiville település Franciaországban, Charente megyében. Lakosainak száma 129 fő (2022. január 1.). Ladiville Saint-Bonnet, Vignolles, Val des Vignes és Bellevigne községekkel határos.

## Népesség
A település népességének változása:
| Lakosok száma | 178  | 136  | 128  | 129  | 111  | 113  | 120  | 118  | 118  | 129  |
|               | 1968 | 1982 | 1990 | 2006 | 2013 | 2015 | 2017 | 2019 | 2020 | 2022 |